# Vallerois-Lorioz
Vallerois-Lorioz ist eine Gemeinde im französischen Département Haute-Saône in der Region Bourgogne-Franche-Comté.

## Geographie
Vallerois-Lorioz liegt auf einer Höhe von 356 m über dem Meeresspiegel, etwa sieben Kilometer südlich von Vesoul (Luftlinie). Das Dorf erstreckt sich im zentralen Teil des Departements, auf einer Anhöhe im Nordosten des Beckens von Vellefaux in der hügeligen Landschaft, die sich zwischen den Flusstälern von Saône im Nordwesten und Ognon im Südosten ausdehnt.
Die Fläche des 6,31 km² großen Gemeindegebiets umfasst einen Abschnitt im Bereich Hügellandschaft südlich von Vesoul. Der zentrale Teil des Gebietes wird von einer Mulde eingenommen, die durchschnittlich auf 330 m liegt. Sie weist eine Breite von ungefähr 1,5 Kilometern auf und ist in Richtung Südwest-Nordost orientiert. Hier herrscht landwirtschaftliche Nutzung vor, während die umliegenden Höhen überwiegend waldbedeckt sind. Flankiert wird die Mulde im Südosten vom Bois des Rêpes, der nördlichen Fortsetzung des Höhenzugs Sainte-Anne. Mit 430 m wird hier die höchste Erhebung von Vallerois-Lorioz erreicht. Nördlich des Dorfes erhebt sich der Hügel des Bois Rond (416 m) und nach Westen erstreckt sich das Gemeindeareal in den Grand Bois de Vellefaux. Das Gebiet besteht aus einer Wechsellagerung von sandig-mergeligen und kalkigen Schichten der mittleren Jurazeit. Auf dem gesamten Gemeindegebiet gibt es keine oberirdischen Fließgewässer, weil das Niederschlagswasser im verkarsteten Untergrund versickert.
Zu Vallerois-Lorioz gehören folgende Siedlungen:
- Autricourt (314 m) in einer Talmulde am Ostrand des Bois Rond
- Besson (345 m) auf der Hochfläche nördlich des Bois Rond

Nachbargemeinden von Vallerois-Lorioz sind Échenoz-la-Méline und La Demie im Norden, Neurey-lès-la-Demie im Osten, Filain im Süden sowie Vellefaux im Westen.

## Geschichte
Erstmals urkundlich erwähnt wird Vallerois-Lorioz im Jahr 1131. Im Mittelalter gehörte das Dorf zur Freigrafschaft Burgund und darin zum Gebiet des Bailliage d’Amont. Die lokale Herrschaft hatte die Adelsfamilie von Vallerois inne. Nach dem Tod von Étienne de Vallerois ging die Herrschaft an das Kloster Bellevaux über, das sie bis zur Französischen Revolution behielt. Während des Dreißigjährigen Krieges wurde Vallerois zerstört und war danach längere Zeit unbewohnt. Zusammen mit der Franche-Comté gelangte der Ort mit dem Frieden von Nimwegen 1678 definitiv an Frankreich. Seit der Zeit der Französischen Revolution bildeten Vallerois-Lorioz und Autricourt eine einzige Gemeinde. Heute ist Vallerois-Lorioz Mitglied des Gemeindeverbandes Pays de Montbozon et du Chanois.

## Sehenswürdigkeiten
Auf dem Höhenzug Sainte-Anne befindet sich die Kapelle und Einsiedelei Sainte-Anne, die seit 1520 ein Pilgerziel bildet. Die Kapelle stammt aus dem 17. Jahrhundert. In Vallerois steht ein Wegkreuz aus dem 16. Jahrhundert. Ebenfalls aus dieser Zeit stammen mehrere Häuser, die den traditionellen Stil der Haute-Saône zeigen. Im unteren Dorfteil befindet sich ein Lavoir (19. Jahrhundert), dessen Dach von zahlreichen Säulen getragen wird. Es diente einst als Waschhaus und Viehtränke.

## Bevölkerung
| Jahr                       | 1962 | 1968 | 1975 | 1982 | 1990 | 1999 | 2006 | 2018 |
| Einwohner                  | 92   | 94   | 151  | 198  | 205  | 206  | 325  | 391  |
| Quellen: Cassini und INSEE |      |      |      |      |      |      |      |      |

Mit 433 Einwohnern (Stand 1. Januar 2022) gehört Vallerois-Lorioz zu den kleineren Gemeinden des Départements Haute-Saône. Nachdem die Einwohnerzahl in der ersten Hälfte des 20. Jahrhunderts stets im Bereich zwischen 80 und 140 Personen gelegen hatte, wurde seit Beginn der 1970er Jahre ein deutliches Bevölkerungswachstum verzeichnet. Seither hat sich die Einwohnerzahl mehr als verdreifacht.

## Wirtschaft und Infrastruktur
Vallerois-Lorioz war bis weit ins 20. Jahrhundert hinein ein vorwiegend durch die Landwirtschaft (Ackerbau, Obstbau und Viehzucht) und die Forstwirtschaft geprägtes Dorf. Heute gibt es einige Betriebe des lokalen Kleingewerbes. In den letzten Jahrzehnten hat sich das Dorf zu einer Wohngemeinde gewandelt. Viele Erwerbstätige sind deshalb Wegpendler, die in der Agglomeration Vesoul ihrer Arbeit nachgehen.
Die Ortschaft ist verkehrstechnisch gut erschlossen. Sie liegt nahe der Hauptstraße N57, die von Vesoul nach Besançon führt. Sie ist im Bereich von Vallerois-Lorioz abschnittsweise vierspurig ausgebaut. Weitere Straßenverbindungen bestehen mit Vellefaux, Échenoz-la-Méline und Neurey-lès-la-Demie.